# Ordynacja podatkowa
Ordynacja podatkowa – ustawa uchwalona 29 sierpnia 1997, regulująca polskie prawo podatkowe materialne i postępowanie podatkowe, określająca organy podatkowe i ich właściwość oraz zawierająca normy prawa karnego skarbowego.

## Jednostki systematyzacyjne Ordynacji podatkowej
- DZIAŁ I: Przepisy ogólne (art. 1-12)
- DZIAŁ II: Organy podatkowe i ich właściwość
  - Rozdział 1: Organy podatkowe (art. 13-14)
  - Rozdział 1a: Interpretacje przepisów prawa podatkowego (art. 14a-14s)
  - Rozdział 2: Właściwość organów podatkowych (art. 15-20)
- DZIAŁ IIa: Porozumienia w sprawach ustalenia cen transakcyjnych (art. 20a-20r) (uchylony)
- DZIAŁ IIb: Współdziałanie (art. 20s-20zr)
  - Rozdział 1: Umowa o współdziałanie (art. 20s-20za)
  - Rozdział 2: Porozumienia podatkowe (art. 20zb-20zf)
  - Rozdział 3: Audyt podatkowy (art. 20zg-20zq)
  - Rozdział 4: Przepisy wspólne (art. 20zr)
- DZIAŁ IIc: Porozumienie inwestycyjne (art. 20zs-20zze)
- DZIAŁ III: Zobowiązania podatkowe
  - Rozdział 1: Powstawanie zobowiązania podatkowego (art. 21-24)
  - Rozdział 2: Odpowiedzialność podatnika, płatnika i inkasenta (art. 26-32)
  - Rozdział 3: Zabezpieczenie wykonania zobowiązań podatkowych (art. 33-46i)
  - Rozdział 4: Terminy płatności (art. 47-50)
  - Rozdział 5: Zaległość podatkowa (art. 51-52)
  - Rozdział 6: Odsetki za zwłokę i opłata prolongacyjna (art. 53-58)
  - Rozdział 7: Wygaśnięcie zobowiązań podatkowych (art. 59-66)
  - Rozdział 7a: Ulgi w spłacie zobowiązań podatkowych (art. 67a-67e)
  - Rozdział 8: Przedawnienie (art. 68-71)
  - Rozdział 9: Nadpłata (art. 72-80)
  - Rozdział 9a: Podpisywanie deklaracji (art. 80a-80b)
  - Rozdział 10: Korekta deklaracji (art. 81-81b)
  - Rozdział 11: Informacje podatkowe (art. 82-86)
  - Rozdział 11a: Informacje o schematach podatkowych (art. 86a-86o)
  - Rozdział 12: Rachunki (art. 87-88)
  - Rozdział 13: Odpowiedzialność solidarna (art. 91-92)
  - Rozdział 14: Prawa i obowiązki następców prawnych oraz podmiotów przekształconych (art. 93-106)
  - Rozdział 15: Odpowiedzialność podatkowa osób trzecich (art. 107-119)
- DZIAŁ IIIa. Przeciwdziałanie unikaniu opodatkowania (art. 119a-119zfn)
  - Rozdział 1: Klauzula przeciwko unikaniu opadatkowania (art. 119a-119f)
  - Rozdział 2: Postępowanie podatkowe w przypadku unikania opodatkowania (art. 119g-119l)
  - Rozdział 3: Rada do Spraw Przeciwdziałania Unikania Opodatkowania (art. 119m-119v)
  - Rozdział 4: Opinie zabezpieczające (art. 119w-119zf)
  - Rozdział 5: Cofnięcie skutków unikania opodatkowania (art. 119zfa-119zfn)
- DZIAŁ IIIb: Przeciwdziałanie wykorzystywaniu sektora finansowego do wyłudzeń skarbowych (art. 119zg-119zzk)
  - Rozdział 1: Przepisy ogólne (art. 119zg-119zma)
  - Rozdział 2: Analiza ryzyka (art. 119zn-119zu)
  - Rozdział 3: Blokada rachunku podmiotu kwalifikowanego (art. 119zv-119zzd)
  - Rozdział 4: Kontrola (art. 119zzf-119zzg)
  - Rozdział 5: Kary pieniężne (art. 119zzh-119zzk)
- DZIAŁ IV: Postępowanie podatkowe
  - Rozdział 1: Zasady ogólne (art. 120-129)
  - Rozdział 2: Wyłączenie pracownika organu podatkowego oraz organu podatkowego (art. 130-132)
  - Rozdział 3: Strona (art. 133-138)
  - Rozdział 4: Załatwianie spraw (art. 139-143)
  - Rozdział 5: Doręczenia (art. 144-154c)
  - Rozdział 6: Wezwania (art. 155-160)
  - Rozdział 7: Przywrócenie terminu (art. 162-164)
  - Rozdział 8: Wszczęcie postępowania (art. 165-171)
  - Rozdział 9: Protokoły i adnotacje (art. 172-177)
  - Rozdział 10: Udostępnianie akt (art. 178-179a)
  - Rozdział 11: Dowody (art. 180-200)
  - Rozdział 11a: Rozprawa (art. 200a-200d)
  - Rozdział 12: Zawieszenie postępowania (art. 201-206)
  - Rozdział 13: Decyzje (art. 207-215)
  - Rozdział 14: Postanowienia (art. 216-219)
  - Rozdział 15: Odwołania (art. 220-235)
  - Rozdział 16: Zażalenia (art. 236-239)
  - Rozdział 16a: Wykonanie decyzji (art. 239a-239j)
  - Rozdział 17: Wznowienie postępowania (art. 240-246)
  - Rozdział 18: Stwierdzenie nieważności decyzji (art. 247-252)
  - Rozdział 19: Uchylenie lub zmiana decyzji ostatecznej (art. 253-256)
  - Rozdział 20: Wygaśnięcie decyzji (art. 258-259)
  - Rozdział 21: Odpowiedzialność odszkodowawcza (art. 260)
  - Rozdział 22: Kary porządkowe (art. 262-263)
  - Rozdział 23: Koszty postępowania (art. 264-271)
- DZIAŁ V: Czynności sprawdzające (art. 272-280)
- DZIAŁ VI: Kontrola podatkowa (art. 281-292)
- DZIAŁ VII: Tajemnica skarbowa (art. 293-305)
- DZIAŁ VIIa: Wymiana informacji podatkowych z innymi państwami (uchylony)
  - Rozdział 1: Zasady ogólne wymiany informacji podatkowych (art. 305a)
  - Rozdział 2: Szczegółowe zasady wymiany informacji podatkowych z państwami członkowskimi Unii Europejskiej (art. 305b-305m)
  - Rozdział 3: Szczegółowe zasady wymiany informacji o przychodach (dochodach) z oszczędności (art. 305n-305o)
- DZIAŁ VIII: Przepisy karne (art. 305p-306)
- DZIAŁ VIIIa: Zaświadczenia (art. 306a-306n)
- DZIAŁ IX: Zmiany w przepisach obowiązujących, przepisy przejściowe i końcowe
  - Rozdział 1: Zmiany w przepisach obowiązujących (art. 307-323)
  - Rozdział 2: Przepisy przejściowe (art. 324-342)
  - Rozdział 3: Przepisy końcowe (art. 343-344)